# Collateral (Single)
Collateral é o sétimo single da banda alemã Heldmaschine, lançado em 20 de Novembro de 2015. É o segundo single do álbum "Lügen". Contém uma versão editada de Collateral, uma versão cantada pela equipe de palco da banda, um remix em estilo Trilha sonora por Gerrit Wolf da banda Jovian Spin, e uma versão Multilingual de "Maskenschlacht", em alemão, espanhol e russo.

## Faixas
| N.º            | Título                                                                         | Duração |  |
| 1.             | "Collateral"                                                                   | 4:32    |  |
| 2.             | "Collateral (Crew Vocal Remix)" (Versão pela Equipe de palco do Heldmaschine)  | 4:49    |  |
| 3.             | "Collateral (Gerrit Wolf Remix)" (Remix por: Gerrit Wolf da banda Jovian Spin) | 4:59    |  |
| 4.             | "Maskenschlacht (Multilingual Version)" (Versão em alemão, espanhol e russo)   | 4:22    |  |
| Duração total: | Duração total:                                                                 | 18:43   |  |